# Voxnabruk
Voxnabruk is een plaats in de gemeente Ovanåker in het landschap Hälsingland en de provincie Gävleborgs län in Zweden. De plaats heeft 140 inwoners (2005) en een oppervlakte van 40 hectare.
Er zijn overblijfselen van een industrieel verleden te vinden zoals een groeve, een smederij, een hoogoven en een landgoed gebouwd in 1793.

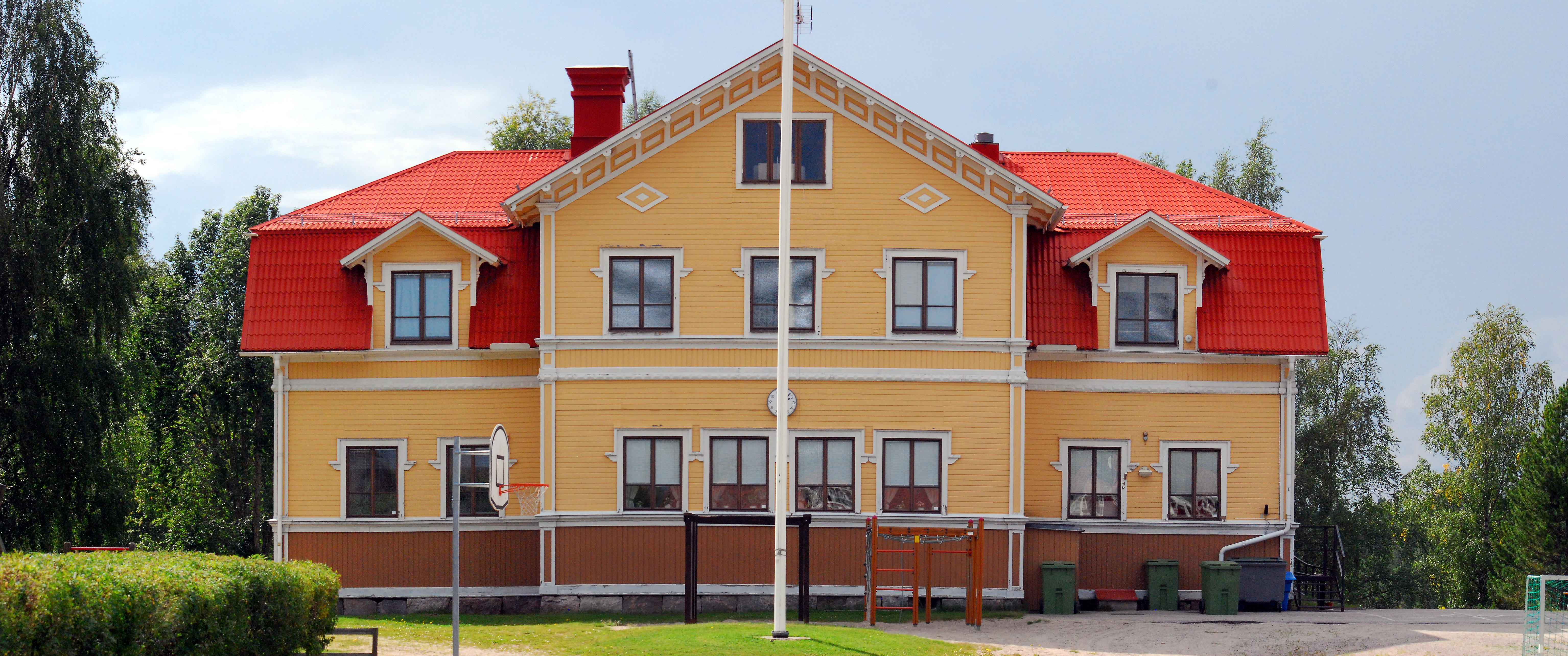
School in Voxnabruk
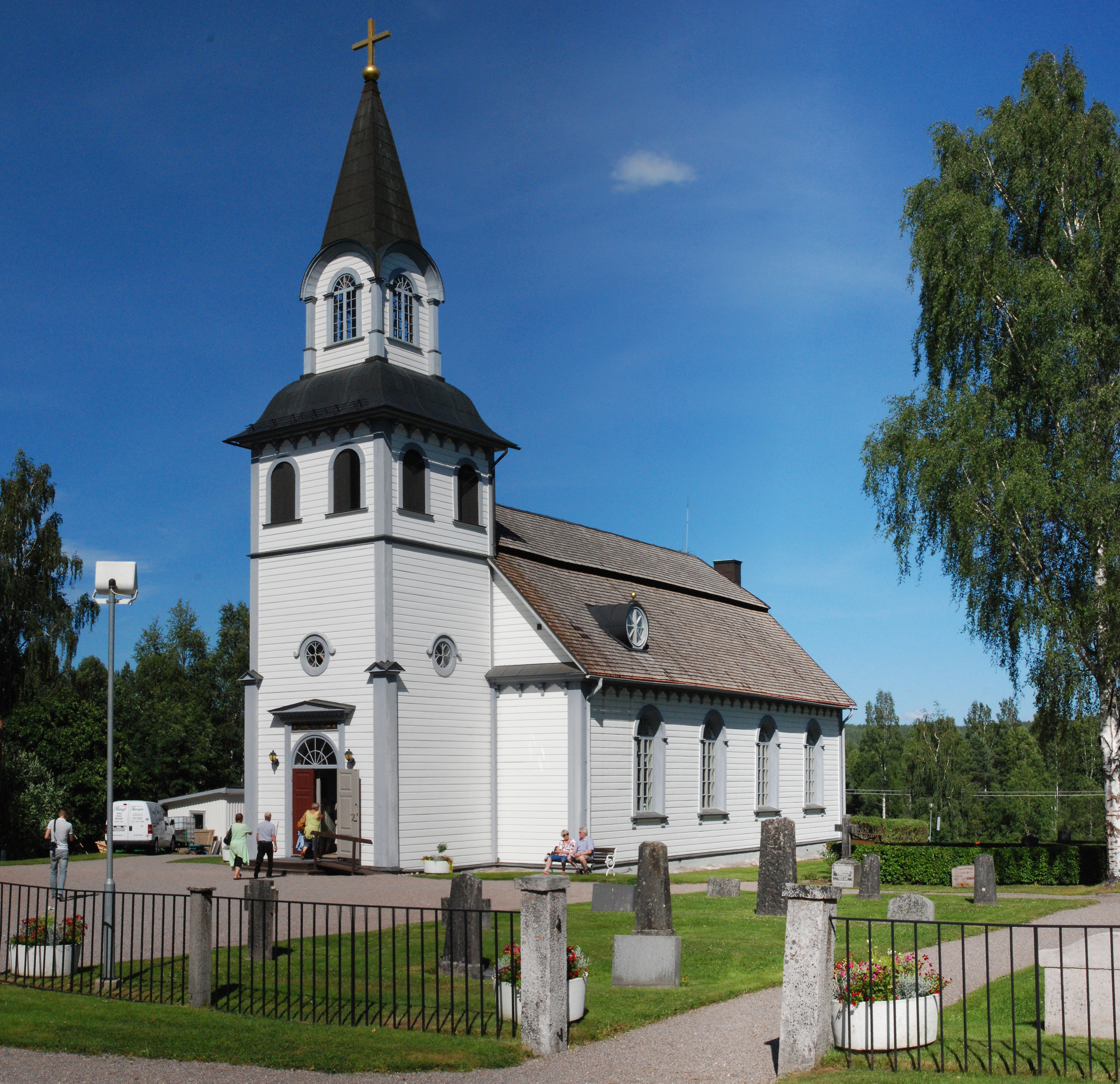
Kerk in Voxnabruk